# ジェームズ・マッカーナン
ジェームズ・マッカーナン FRS (James McKernan, 1964年3月19日 - )は、イギリスの数学者。代数幾何学を専門とし、1995年から現在までカリフォルニア大学サンディエゴ校の数学の教授を務めている。

## 教育
マッカーナンは、ホーンチャーチのカンピオン・スクールを経て、ケンブリッジ大学トリニティ・カレッジで教育を受け1985年に卒業し、続いてハーバード大学で1991年に数学のPh.D.を取得した。学位論文『On the Hyperplane Sections of a Variety in Projective Space』(射影空間における多様体の超平面切断について)の指導はジョー・ハリスが務めた。
1991年から1993年までユタ大学、1994年から1995年にかけてテキサス大学オースティン校やオクラホマ州立大学スティルウォーター校で博士研究員となった。2007年から2013年まではマサチューセッツ工科大学の教授であった。

## 栄誉
マッカーナンは2009年コール賞の共同受賞者となり、2007年クレイ研究賞の共同受賞者となった。この2つの栄誉は同僚であるクリストファー・ハコンと共同で受賞している。2010年、マッカーナンは国際数学者会議にて代数幾何学のトピックで招待講演を行った。2018年には、ヘコンと共同で数学ブレイクスルー賞を受賞した。
マッカーナンは2011年に王立協会フェローに選出され、2020年アメリカ数学会のフェローに選出された。これは、代数幾何学、特に標準環の有限生成、フリップの存在、対数一般型の多様体の有界性の証明における貢献が評価された形である。